# Colin Campbell (hokej na travi)
Colin Campbell (? — ?) je bivši britanski hokejaš na travi.
Osvojio je zlatno odličje na hokejaškom turniru na Olimpijskim igrama 1920. u Antwerpenu (Anversu) igrajući za Ujedinjeno Kraljevstvo. 
Važno je napomenitu da se Colin Camplell nalazi jedino na popisu Baze podatake Međ. olimpijskog odbora. Sami Colin Campbell se uopće ne nalazi na popisu članova momčadi u Antwerpenu na stranicama Britanske olimpijske asocijacije.

## Vanjske poveznice
- Profil na Database Olympics  Arhivirana inačica izvorne stranice od 21. listopada 2012. (Wayback Machine)